# أوكسوميمازين
أوكسوميمازين (Oxomemazine) هو مضاد للهستامين ومضاد للكولين من فئة فينوثيازين لعلاج السعال.

## الزمرة الدوائية
مضادات الهيستامين.

## الاستطباب
المعالجة العرضية لحالات التحسس واضطربات الجلد الحاكة.

## مضادات الاستطباب
الخدج، حديثو الولادة.

## الآثار الجانبية
- نعاس، صداع، قصور نفسي حركي.
- احتباس بول، جفاف فم، تشوش رؤية.
- إمساك.
- اضطرابات معدية معوية.

## الجرعة
فموياً
- البالغين: 10-40 ملغ/يوم.
- الأطفال حتى 30 شهر: 2.5-10 ملغ/يوم.
- الأطفال من 30 شهر حتى 15 سنة: 10-20 ملغ/يوم

## تحذيرات
- الزرق، الصرع.
- احتباس بول، ضخامة الموثة، الانسداد البوابي العفجي.
- الاضطرابات الكبدية.
- الاضطرابات القلبية الوعائية.
- الأطفال (يوصى بعدم إعطاء مضادات الهيستامين الفينوتيازينية للأطفال دون السنتين).
- المسنون، الحمل، الإرضاع.
- تجنب قيادة السيارات أو تشغيل الآليات.
- تجنب تناول الكحول.